# Castello dei Curtensi
Das Castello dei Curtensi, auch Castello dei Cortesi, war das alte byzantinische Castrum von Ferrara in der italienischen Region Emilia-Romagna. Es war der erste, mittelalterliche Kern der Stadt.

## Geschichte

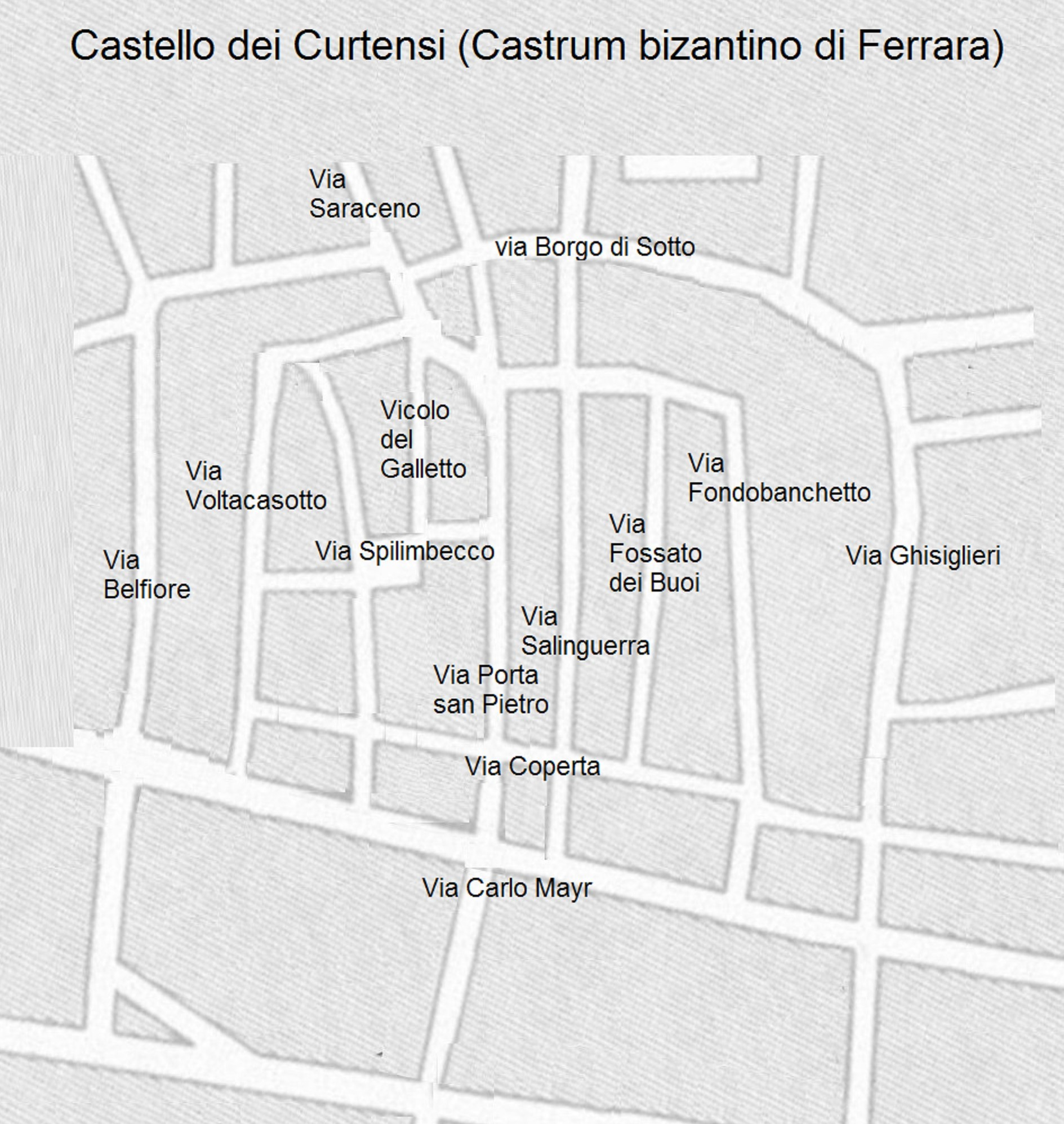
Das byzantinische Castrum von Ferrara heute, immer noch in der städtischen Struktur erkennbar. Auf dem Plan sieht man die Straßen, die Teil davon waren oder in der Nähe verliefen.

Ein erster, befestigter Kern existierte in Ferrara spätestens ab dem Ende des 6. Jahrhunderts; er befand sich nördlich der ersten Basilika (San Giorgio fuori le mura) am linken Ufer des Volano-Arms des Po.
Die Byzantiner bauten ein Castrum zur Verteidigung des Hauptübergangs, der die Insel, die sich zwischen den beiden Armen des Flusses bildete, mit dem nördlichen Ufer verband, und diese Verteidigungsanlage wurde mit einem Graben umgeben. Die erste Funktion dieser Anlage war die Verteidigung des Exarchats von Ravenna. In der Folge, als die Streitigkeiten zwischen dem Exarchat von Ravenna und dem römischen Papsttum zur Zerstörung des Bischofssitzes Voghenza und der Ermordung des Bischofs Maurelio führten, wurde dieser Bischofssitz in der Nähe des Castrums, an der Stelle, wo der Po sich teilt, angesiedelt. Dieses Gelände kann man heute noch erkennen, da es gegenüber der Umgebung leicht erhöht ist, und vermutlich wurde die Wahl des Ortes ursprünglich von diesem Faktor bestimmt.
Einen zweiten, befestigten Punkt ließ Ende des 10. Jahrhunderts Tedaldo di Canossa errichten; er hatte dieselbe Funktion wie das Castrum, also einen anderen Flussübergang zu verteidigen, der die beiden Ufer des Po weiter im Westen verband, wo die Stadt zu wachsen sollte. Dieser Punkt wurde zum Castel Tedaldo und zwischen diesen beiden Kernen bildete sich in dieser Zeit die Stadt Ferrara aus kleinen Dörfern und Siedlungen, die am Fluss mit einem langen, dünnen Grundriss entstanden.
Eines der Gebäude von größerem Interesse in dieser Gegend ist das Casa del Capitano, das spätestens im 12. Jahrhundert entstand.

### Lineare Stadt

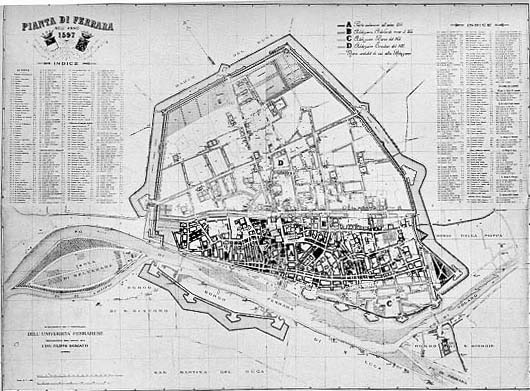
Stadtplan von Ferrara 1597

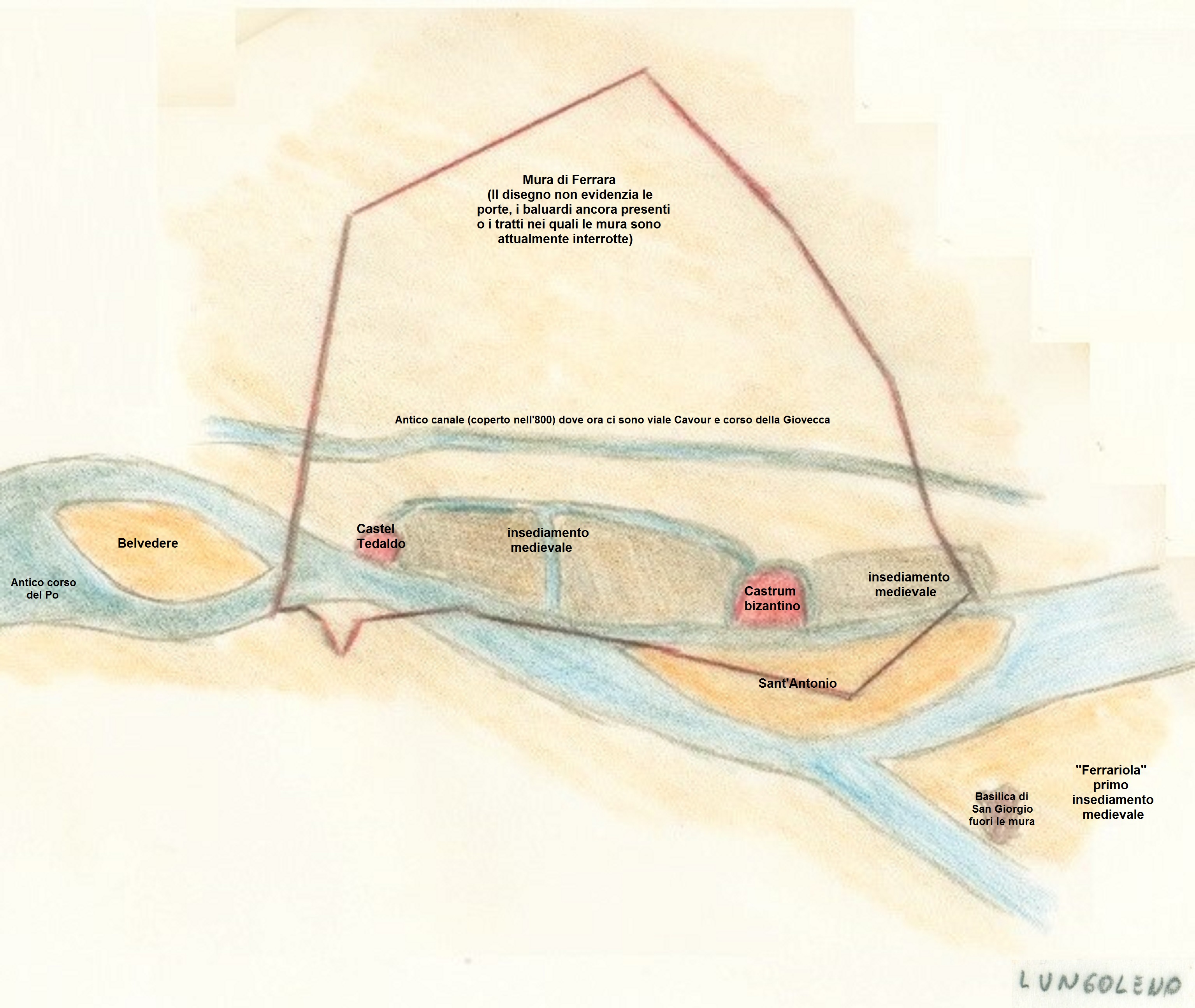
Rekonstruktion der Lage des byzantinischen Castrums von Ferrara

Der erste, befestigte Kern der byzantinischen Castrums wurde nördlich der Isola di Sant’Antonio errichtet und mit der anderen Insel, der Isola di San Giorgio, verbunden, die an der Gabelung des Po liegt. Langsam entstanden Ansiedlungen, zunächst anschließend an den Bischofssitz, der von Voghenza auf die Isola di San Giorgio verlegt worden war, und nach und nach auch am nördlichen Ufer des Po.
Die neue Stadt entstand also durch das Castello dei Curtensi, weil die Gegend um die Basilica di San Giorgio fuori le mura dazu bestimmt war, ein Viertel von Ferrara zu werden, und diese Hauptbasilika der Stadt sollte die neue Kathedrale von Ferrara werden.
Das Castrum wurde durch Militär verteidigt und die Soldaten brauchten Nachschub für ihre Ernährung. Es war daher notwendig, in der Nähe der Garnison mehrere Lebensmittelversorger zu haben, und so wurde die Bildung von immer umfangreicheren Siedlungen entlang der Ufer des Po gefördert, wo die Festung zur Verteidigung stand, nördlich des Bischofssitzes auf der Isola di San Giorgio.

### Santa Maria Anteriore
Als diese Festung entstand, die – wie man sieht – die Aufgabe hatte, nicht nur den Flussübergang, sondern auch den Bischofssitz von San Giorgio gegen mögliche Angriffe von Norden zu verteidigen, war die Basilika San Giorgio fuori le mura die einzige Taufkirche in der Gegend.
Die Siedlungen, die inzwischen zur Erweiterung der Stadt beitrugen, sahen die Notwendigkeit, eine weitere Taufkirche näher am Castrum zu errichten. Für diesen Zweck wählte man das Gelände Borgo Vado, wenig nördlich des Castello dei Curtensi, und die kleine Kirche, die um das 10. Jahrhundert dort errichtet wurde, erhielt den Namen Santa Maria Anteriore. Später wurde sie teilweise zerstört und danach wieder aufgebaut; sie wurde zur heutigen Kirche Santa Maria in Vado.

### Namensursprung
Dieses alte, befestigte Gelände ist allgemein unter drei verschiedenen Namen bekannt:
- Castrum, weil es eine befestigte Krone aus Mauern und Türmen bildete, die man heute noch als solche erkennt, wenn man die Pläne der modernen Stadt mit denen der byzantinischen vergleicht. Grund dafür ist die enge Bindung zwischen dem Titularbistum Voghenza und Ravenna, das damals aus der byzantinischen Herrschaft wieder unter die Herrschaft der Kirche kam.
- Castello dei Curtensi, zu verstehen als Anlage, die zur territorialen Verteidigung gedacht und im mittelalterlichen Stil um einen Hof herum angelegt war.[7]
- Castello dei Cortesi, seltener gebraucht, vermutlich als Variante des vorgenannten Namens oder unter Bezug auf die Adelsfamilie, die es beherrschte.[8]